# Liste der Universitäten in Georgien

Staatsflagge von Georgien

Dies ist eine Liste der Universitäten und Hochschulen in Georgien.

## Akkreditierte staatliche Hochschulen

### Staatliche  Universitäten (Programme für Berufsausbildung, BA, MA und PhD)
| Nr. | Hochschulname                                                     | Ort      | Studenten 2009/10 | Webseite             |
| --- | ----------------------------------------------------------------- | -------- | ----------------- | -------------------- |
| 1   | Staatliche Iwane-Dschawachischwili-Universität Tiflis             | Tiflis   | 18.831            | tsu.edu.ge           |
| 2   | Staatliche Medizinische Universität Tiflis                        | Tiflis   | 5.375             | tsmu.edu             |
| 3   | Staatliche Ilia-Universität                                       | Tiflis   | 9.951             | iliauni.edu.ge       |
| 4   | Staatliche Schota-Rustaweli-Universität                           | Batumi   | 5.310             | bsu.edu.ge           |
| 5   | Staatliches Wano-Saradschischwili-Konservatorium                  | Tiflis   | 922               | conservatoire.edu.ge |
| 6   | Apolon-Kuteladse-Akademie der Künste                              | Tiflis   | 1.900             | art.edu.ge           |
| 7   | Georgische Technische Universität                                 | Tiflis   | 17.111            | gtu.ge               |
| 8   | Georgische Universität für Agrarwissenschaft                      | Tiflis   | 5.730             | agruni.edu.ge        |
| 9   | Staatliche Universität Suchumi                                    | Sochumi  | 2.301             | sou.edu.ge           |
| 10  | Schota-Rustaweli-Universität für Theater und Film                 | Tiflis   | 1.625             | tafu.edu.ge          |
| 11  | Staatliche Akaki-Zereteli-Universität Kutaissi                    | Kutaissi | 8.691             | atsu.edu.ge          |
| 12  | Staatliche Jacob Gogebashwili Universität Telawi                  | Telawi   | 2.158             | tesau.edu.ge         |
| 13  | Staatliche Georgische Universität für subtropische Landwirtschaft | Kutaissi |                   | ssmsu.edu.ge         |
| 14  | Staatliche Akademie für Sporterziehung und Sport                  | Tiflis   |                   | sportuni.edu.ge      |

### Staatliche Lehruniversitäten (Programme für Berufsausbildung, BA und MA)
| Nr. | Hochschulname                                    | Ort        | Studenten 2009/10 | Webseite       |
| --- | ------------------------------------------------ | ---------- | ----------------- | -------------- |
| 1   | Staatliche Lehruniversität Achalziche            | Achalziche | 1.294             | akhaltsikhe.ge |
| 2   | Staatliche Marineakademie Batumi                 | Batumi     | 2.223             | bma.edu.ge     |
| 3   | Kunstpädagogische Universität Batumi             | Batumi     | 328               | batu.edu.ge    |
| 4   | Staatliche Pädagogische Universität Gori         | Gori       | 2.944             | gu.edu.ge      |
| 5   | Staatliche Lehruniversität Sugdidi Shota Meskhia | Sugdidi    | 1.117             | zssu.ge        |

### Kollegs (Programme für Berufsausbildung und BA)
- Kolleg Achalkalaki
- Musikkolleg Gori
- Musikkolleg Kutaissi
- Nationale Verteidigungsakademie Georgiens David Aghmaschenebeli

## Akkreditierte private Hochschulen

### Private Universitäten
| Nr. | Hochschulname                                        | Ort                | Webseite             |
| --- | ---------------------------------------------------- | ------------------ | -------------------- |
| 1   | Grigol-Robakidse-Universität                         | Tiflis             | gruni.edu.ge         |
| 2   | Internationale Schwarzmeer-Universität               | Tiflis             | ibsu.edu.ge          |
| 3   | Georgische Universität David Agmaschenebeli          |                    | daug.edu.ge          |
| 4   | Universität Kutaissi                                 | Kutaissi           | unik.edu.ge          |
| 5   | Freie Universität Tbilissi                           | Tiflis             | freeuni.edu.ge       |
| 6   | Medizinische Hochschule "AIETI"                      |                    | aieti.edu.ge         |
| 7   | Georgische Universität                               |                    | ug.edu.ge            |
| 8   | Kaukasus Universität                                 | Tiflis             | cu.edu.ge            |
| 9   | Georgisch-Amerikanische Universität                  |                    | gau.ge               |
| 10  | Georgische Universität für Flugwesen                 |                    | ssu.edu.ge           |
| 11  | Georgisches Institut für öffentliche Angelegenheiten |                    | gipa.ge              |
| 12  | IB Euro-Kaukasische Universität                      |                    | ibeku-tbilisi.edu.ge |
| 13  | Georgische Universität des Hl. Andreas               |                    | sangu.ge             |
| 14  | Georgische Universität für Sozialwissenschaften      | Tiflis (seit 2002) | guss.edu.ge          |
| 15  | Neue Georgische Universität                          | Poti (seit 2015)   | ngu.edu.ge/en        |

### Private Lehruniversitäten
| Hochschulname                                                                | Webseite             |
| ---------------------------------------------------------------------------- | -------------------- |
| Lehruniversität "Rvali" (Rustawi)                                            | rvali.edu.ge         |
| Lehruniversität Interpharm+                                                  |                      |
| Medizinische Akademie Tbilissi Petre Shotadze                                | tma.edu.ge           |
| Internationale Kaukasus Universität                                          | www.ciu.edu.ge       |
| Lehruniversität "Geomed"                                                     |                      |
| Tbilissis Lehruniversität "Gorgasali"                                        | gorgasali.edu.ge     |
| Georgische Steuer- und Zollakademie                                          |                      |
| Sukhishvili Lehruniversität                                                  | sukhishvilebi.edu.ge |
| Georgisch-Ukrainische internationale David Guramishvili Universität "Iberia" |                      |
| Tbilissis Medizinische Lehruniversität "Hippokrates"                         | hippocrates.edu.ge   |
| David Agmaschenebeli Universität Tbilisi                                     | sdasu.edu.ge         |
| Lehruniversität Sugdidi                                                      | zssu.ge              |
| Amerikanische Universität für Geisteswissenschaften, Campus Tbilisi          | auhtc.edu            |
| Tbilissis Lehruniversität für Geisteswissenschaften                          | thu.edu.ge           |
| Lehruniversität Guram Tavartkiladse                                          | gttu.edu.ge          |
| Akademisches Zentrum Kaukasus                                                | cac.edu.ge           |
| Sulchan-Saba-Orbeliani Lehruniversität                                       | sabauni.edu.ge       |
| Georgische Nationale Universität Ilia Tschawtschawadse                       | seu.edu.ge           |
| Lehruniversität für Navigation Batumi                                        | bntu.edu.ge          |
| Tbel Abuseridze Universität                                                  | tbeli.ge             |
| Königin Tamar Universität                                                    | king-tamar.net       |
| Schule für Krankenpflege - Lehruniversität "Iveria"                          |                      |
| Lehruniversität für Internationale Beziehungen                               |                      |
| Lehruniversität Tbilissi                                                     |                      |

### Kollegs
- Georgian Auto Road College
- Kolleg Rustawi
- Trainingszentrum für Schifffahrt Anri
- Gesellschaft für Wissen

## Hochschulen in Abchasien und Südossetien
- Abchasische Staatliche Universität, Sochumi
- Südossetische Staatliche Universität, Zchinwali

## Ehemalige Universitäten
- Nikolos-Muschelischwili-Technische-Universität Kutaissi, Kutaissi (1973 bis 2006; Zusammenlegung mit der Staatlichen Akaki-Zereteli-Universität Kutaissi)
- Staatliche Georgische Universität für Agrarwissenschaft, Tiflis (1929 bis 2011; Privatisiert)